# Narodna radikalna stranka
Narodna radikalna stranka (NRS; tudi: Radikalna stranka) je bila srbska in po 1918 jugoslovanska politična stranka.

## Stranka v Srbiji
Stranka je bila ustanovljena 1881 v Srbiji. Do prve svetovne vojne se je ob osrednji osebnosti stranke Nikoli Pašiću iz naprednejše meščanske politične stranke spremenila v izrazito zagovornico velikosrbstva, ki so jo podpirale premožnejše družbene plasti in dinastija Karađorđevićev, kateri je pripomogla do prestola. Že zgodaj se je pokazal prepad med strankinimi pristaši in njenim vodstvom. Leta 1901 se je iz stranke izločila skupina, ki je ustanovila Samostojno radikalno stranko.

## V Jugoslaviji
V Kraljevini SHS je bila NRS najmočnejša politična grupacija z zelo pomembno vlogo v političnem življenju. Bila je nosilec unitaristično-centralistične koncepcije državne ureditve z idejnih pozicij velikosrbske hegemonije. Svojo organizacijo je razširila po vsej državi. V ustavodajni skupščini je bila druga najmočnejša stranka s 55 poslanci; skupaj s predstavniki drugih radikalskih političnih organizacij zunaj Srbije, s katerimi je bila povezana v Radikalskem klubu, pa je razpolagala  z 69 glasovi (po drugih podatkih 91 od skupaj 419 poslancev). Od 24 vlad do leta 1929 so radikali – samostojno ali v skupnosti z drugimi strankami – sodelovali v 21 vladah, od tega so bili v 20 primerih njihovi predstavniki predsedniki vlad. Po Pašićevi smrti (1926) je na čelo stranke stopil Aca Stanojević, eden vidnejših politikov te stranke je bil mdr. Božidar Maksimović. Tedaj je postal proces delitev znotraj NRS še intenzivnejši. Za časa šestojanuarske diktature so v stranki, razbiti na več frakcij, glavni skupini tvorili radikali okrog glavnega odbora – ti so bili v opoziciji – in radikali, ki so sprejeli kraljev osebni režim. Slednji so sodelovali v šestojanuarskih vladah in se včlanili v JNS. Radikali okrog glavnega odbora pa so 1935 s SLS in JMO – ob sodelovanju režimskih radikalov – sestavili skupno vlado in JRZ. Glavni odbor NRS in Stojadinović sta se nato kmalu razšla.
Nove delitve med radikali, ki so vstopili v JRZ, so nastopile po Stojadinovićevem padcu 1939, med takrat opozicijskimi radikali pa z vstopom Lazarja Markovića (v Beogradu je ustanovil Državni glavni akcijski odbor NRS) v Cvetković-Mačkovo vlado. Na predvečer druge svetovne vojne je bila tako Radikalna stranka samo skupni naziv za kakih deset frakcij. Predstavniki radikalov so sodelovali tudi v Simovićevi vladi in v emigrantskih vladah. 

## Delovanje stranke v Sloveniji
Narodni radikali (tudi Narodnoradikalno dijaštvo) so bili že struja v Narodnonapredni stranki (1904-14), ki so se zavzemali za radikalno preobrazbo slovenskega dijaštva in celotne družbe. Prevzeli so geslo Tomáša Masaryka o koristnosti "drobnega dela", ki je temelj preobrazbe. Načelo "iz naroda za narod" so uresničevali z glasilom Omladina, ustanavljenjem potujočih knjižnic, organiziranjem predavanj, zavzemanjem za vzgojo in samovzgojo slovenskega dijaštva, prizadevali so si za ustanovitev slovenske univerze, dotlej pa obiskovanje slovanskih univerz, predvsem češke v Pragi ter pripisovali velik pomen manjšinski problematiki ter stikom z dijaškimi in študentskimi društvi vseh avstrijskih Slovanov. Leta 1909 so se opredelili za rešitev slovenskega narodnega vprašanja v duhu jugoslovanske ideje. Med balkanskimi vojnami in nastopu gibanja preporodovcev so večinoma izgubili vpliv in pomen med dijaki.
V Sloveniji NRS med vojnama ni dosegla posebnega razmaha. Zagovarjala je širšo samoupravo v občinah, okrajih in oblasteh. Na podlagi odločitve o političnem delovanju na ozemlju celotne države se je NRS poleti 1921 razširila tudi v Slovenijo. V Kočevju je 4. avgusta 1921 odvetnik in posestnik Ivan Sajovic (kasnejši župan) ustanovil okrajni odbor NRS ter tam izdajal najprej štirinajstdnevnik Radikal (1921-23) in nato polmesečnik Nova samouprava (1927-29), oboje v slovenščini in nemščini, pri čemer je vanj prispeval precejšnje število programskih člankov, v katerih je poudarjal potrebo po oblikovanju enotne in močne državotvorne stranke, ki bi odstranila nezdravo politično razcepljenost in bila porok za "lepo urejeno državo brez škodljivih popuščanj in strankarskih ozirov".
V Ljubljani je oktobra 1921 začelo delovati poverjeništvo NRS (kasneje glavni akcijski odbor za Slovenijo), ki ga je vodil Niko Zupanič ter bil od decembra 1922 do maja 1923 minister brez listnice v homogeni radikalski Pašićevi vladi. Delo stranke v Sloveniji so v dvajsetih letih hromila notranja nesoglasja in razcepljenost med različnimi skupinami. Čeprav se je občasno povezovala s strankami in frakcijami iz liberalnega tabora, aprila 1924 pa se združila z Narodno napredno stranko, na parlamentarnih volitvah v Sloveniji 1923 ni osvojila niti enega mandata. Med radikalskim tiskom je bil najbolj znan dnevnik Jutranje novosti (1923 izhajal v Ljubljani), pa tudi tednik Samouprava (izhajal 1922-23 v Gornji Radgoni v uredništvu Leopolda Lenarda v januarju in februarju 1925 in v istih mesecih 1927; ur. Ivan Verce). Po sporu med skupino Ivana Sajovica (že kot pripadnik JNS je bil kasneje edini član Banskega sveta Dravske banovine celotno obdobje njegovega obstoja 1930-41) in N. Zupaniča, organizirano v že obstoječem glavnem akcijskem odboru NRS, katere glasilo so bile Jutranje Novosti in skupino Emila Stefanoviča in Antona Podbevška, ki sta zastopala novoustanovljeni glavni sekretariat NRS ter 21. oktobra 1923 pripravila t.i. ustanovni kongres NRS za Ljubljansko oblast in za voditelja glavnega odbora pridobila Franca Grafenauerja), je 1923-24 izhajal tednik Radikal kot glasilo oblastnega odbora NRS v Ljubljani. Poleg njih so bile pomembne radikalske ovebnosti še Vladimir Ravnihar, ki je vodil slovensko NRS po želji beograjskega vodstva, Ljuba Jurković in Rudolf Ravnik. 
Kljub razcepljenosti so slovenski privrženci NRS sledili istim politično-programskim usmeritvam: zagovarjali so monarhijo in centralizem ter jugoslovanski narodni unitarizem, potrebo po hitri in razumni izvedbi agrarne reforme, pri čemer bi bilo treba kmeta osvoboditi še obstoječih fevdalnih vezi, razdelitev državne in zemlje v javni lasti revnim poljedelcem ter družinam padlih in med vojno ranjenih kmetov s premalo zemlje, s prevelikimi zasebnimi posestvi pa naj bi postopali kot z državno zemljo ter ohranjanje obrti in razvijanje zadružništva v neagrarnih panogah. Navezovali so se na idejno in politično tradicijo slovenskega liberalizma, zagovarjali načelo solidarnosti v okviru posameznih socialnih razredov in med njimi ter se zavzemali za moderno delavsko zakonodajo, ki naj bi uveljavila pravično družbeno vrednotenje dela, s tem pa izboljšala položaj delavstva in preprečila razredni boj. Poudarjeno so obsojali korupcijo in politično koristolovstvo, ostro zavračali boljševizem in komunizem, kritično pisali o ruski revoluciji in diktaturi proletariata, nasprotovali so političnemu katolicizmu in zavračali avtonomistična prizadevanja SLS. V nasprotju s tem so kot zdrav in koristen odziv proti komunizmu in sodobni "degenerirani demokraciji" pozdravljali fašizem, na  katerega so na podlagi "državotvornega programa NRS" gledali kot na pozitivni dejavnik državne in narodne enotnosti v Italiji, edino slabo stran fašizma so videli v njegovih imperialističnih težnjah navzven, ki so bile usmerjene tudi proti jugoslovanski državi.
Po uvedbi diktature in razpustu stranke 1929 se je osnovala močnejša radikalska skupina okrog glasila Slovenska beseda (1937-41) ki ga je izdajal prvak NRS v Sloveniji Dinko Puc, predsednik IO istoimenskega društva pa je bil Janko Köstl. Slovenska beseda je podpirala levo krilo Sokola in njegova demokratična prizadevanja v Sokolski organizaciji ter kritično pisala o tistem delu Sokola, ki je bil povezan z JNS in je v organizacijo vnašal politično strankarski značaj. Kot opozicijsko gibanje je spemljala razvoj Združene opozicije in podpirala sporazum med Kmečko demokratsko koalicijo in srbsko Združeno opozicijo, sklenjen 8. oktobra 1937 ter 1939 podprla oblikovanje Banovine Hrvaške kot posledice sporazuma Cvetković-Maček. Večkrat je tudi kritizirala Slovenijo, ki je obsojala prejšnjo Pucovo podporo politiki JNS ter ga obtoževla nedemokratičnega ravnanja ob volitvah leta 1935, ko je bil ban Dravske banovine. 1939 je v Ljubljani začel delovati Akcijski odbor NRS za Slovenijo s predsednikom Milanom Korunom. Leta 1940 so se privrženci lista Slovenska beseda zavzemali za koncentracijo liberalnih oz. "naprednih sil" v jugoslovanskem in slovenskem okviru ter pisali o nujnosti te združitve. Sprejeli so tudi programska načela razglasa skupine radikalcev, Samostojne demokratske stranke, Mladine JNS in mladokmečkega gibanja Na skupno delo. 30. marca 1941 se je NRS vključila v tega dne ustanovljen Odbor naprednih strank, ob začetku vojne v Narodni svet, med njo pa so posamezniki iz NRS sodelovali v vodstvih meščanskih političnih taborov.